# جزیره لاک‌پشت (کتاب)
جزیره لاک‌پشت (انگلیسی: Turtle Island) کتابی از اشعار و مقالات است که توسط گری اسنایدر نوشته شده و توسط انتشارات نیودایرکشن در سال ۱۹۷۴ منتشر شده‌است. اسنایدر در درون آن دیدگاه خود را برای زندگی انسان‌ها در هماهنگی با زمین و همه موجودات آن بیان می‌کند. این کتاب در سال ۱۹۷۵ برنده جایزه پولیتزر برای شعر شد. «جزیره لاک پشت» نامی است برای قاره آمریکای شمالی که توسط بسیاری از قبایل بومی آمریکا استفاده می‌شود.